# Jean Pallett

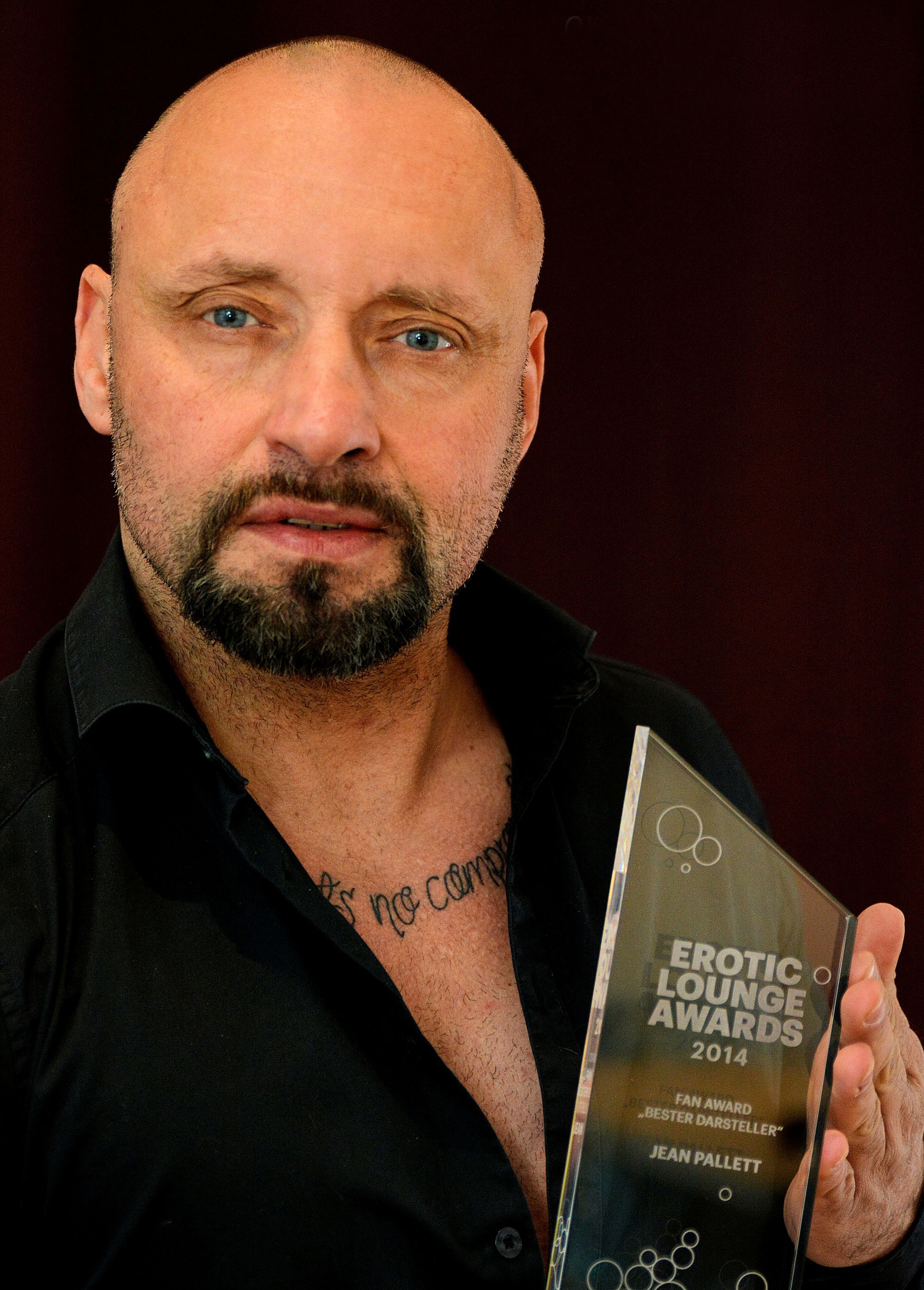
Jean Pallett mit dem Erotik-Lounge-Award

Jean Pallett, bürgerlich Dirk Moor (* 10. November 1970 in Duisburg) ist ein deutscher Pornodarsteller.

## Leben
Jean Pallett ist gelernter Industriemechaniker. Nach seinem Dienst als Soldat auf Zeit bei der Bundeswehr in Wesel arbeitete er zunächst als Taxifahrer. Seit 1994 ist er als Darsteller in Porno- und Erotikfilmen tätig. Er hat in mehr als 3000 Filmen mitgewirkt. Neben seiner Arbeit als Darsteller war er auch für DBM, Puaka und SD Evolution als Kameramann tätig.
2015 veröffentlichte er seine Autobiografie Legenden sterben nie unter seinem bürgerlichen Namen. Die Hörbuchfassung wurde von Martin Semmelrogge gelesen.
Pallett ist mit der Pornodarstellerin Ashley Dark verheiratet und Vater einer Tochter.

## Auszeichnungen (Auswahl)
- 2004: Venus Award: Beste Serie
- 2014: Venus Award: Bester Darsteller
- 2014: Erotik-Lounge-Award: Bester Darsteller
- 2015: Erotik-Lounge-Award: Bester Darsteller

## Werke
- Jean Pallett – Legenden sterben nie (als Dirk Moor). Raintown Entertainment 2015. ISBN 978-3981741605

## Filmografie (Auswahl)
- 1994: Casting: Stars privat 5
- 1994: Erfüllung
- 1994: Kunst Stecher
- 1994: Twilight 23
- 1995: Blow Time
- 1995: Familie Immerscharf 1
- 1995: Nicht ohne meine Pussies
- 1995: Perverse Nutten
- 1995: Straßenflirt
- 1996: Cheers
- 1996: Euromania 3
- 1996: Familie Immerscharf 5 + 6
- 1996: Frühreif 5
- 1996: Im Visier
- 1996: Karriere Girls 1
- 1996: Lust Report
- 1996: Maximum Perversum 60: Spiele der Lust
- 1996: Rain Man
- 1996: Sextest Profi Line 1
- 1996: Verlorene Unschuld
- 1996: Voll bis zum Anschlag
- 1997: Arsch Reality
- 1997: Cindy und Carmen 1
- 1997: Doppelstecker
- 1997: Der geile Pornodreh
- 1997: Hengst
- 1997: Megageile Storys
- 1997: Spann-O-Mann: Die Lust-Pur-Tour
- 1997: Spermageile Analschlampen
- 1997: Zarteste Versuchung
- 1998: Anmacherinnen 7: Glühende Fötzchen
- 1998: Familie Matuschek 1
- 1998: Familie Matuschek 2
- 1998: Heartbreak Hotel
- 1998: Im Männerpuff
- 1988: Nachtschwester Stefanie 2
- 1998: Spanner 2
- 1998: Theater pervers
- 1999: Das anale Verhör
- 1999: Drecksau aus Dortmund
- 1999: Familie Matuschek 4
- 1999: Fickfrosch on Tour
- 1999: Nachtschwester Stefanie 6
- 1999: Spanner 4
- 2000: Wichsfüße
- 2001: Die abartige Frauenärztin
- 2001: Au-pair Affair
- 2001: Eingerittene Stuten
- 2001: Gossenluder 1+2
- 2001: Lauwarme Mundduschen
- 2001: Paare privat
- 2001: Piss Akademie
- 2001: Sado Maso
- 2001: Schwanger geil gefickt
- 2001: Sperma Hotel
- 2001: Sperma Klinik
- 2002: Anhalterinnen 2
- 2002: Bauschlampen
- 2002: Blutjunge Hausfrauen
- 2002: Casting by Coco
- 2002: Familie Schnorrer
- 2002: Grenzverkehr
- 2002: Halt! Polizei – Blaskontrolle
- 2002: Kuscheltitten 10
- 2002: Die Mädchen vom Immenhof
- 2002: Mösen-Casting
- 2002: Mösensaft im Sucher
- 2002: Parkplatz-Fotzen
- 2002: Perverse Nachbarn
- 2002: Reife Arschfotzen
- 2002: Schmutzige Spiele im Swinger Club
- 2002: Schwester Mandy bitte zur Visite
- 2002: Tatort Toilette 1
- 2002: Tennies: Beine breit zum Arschficken
- 2002: Total versaute Fickstuten
- 2002: Wahrsagerin
- 2003: A.N.A.L.
- 2003: Der megascharfe Waschsalon
- 2003: Teen Sensations 5 + 6
- 2003: Inzest Tabulose Familie
- 2004: Mega-Titten – von geilen Hausfrauen
- 2004: Ohne Bockschein darf kein Bock rein
- 2004: Pure Lust
- 2005: Vivian Schmitt – Exzessives Wochenende
- 2005: Zur Nutte gemacht
- 2005: Hausmeister Brause – Ficken muss sein!
- 2005: Orgi Pörnchen 3 – Atzenträume werden wahr
- 2006: Durchgefickt bis zur totalen Erschöpfung
- 2006: Hausmeister Brause – Alles für die Mösen!
- 2006: Illegal! Scheissegal! Wir ficken überall!
- 2006: Mach’s mit Till 5 – Heißer, jünger, geiler…
- 2006: Zicken … jetzt seid ihr fällig! 2+3/8–10
- 2007: Bohrlöcher
- 2007: Jana Bach – Der Star hautnah
- 2007: Mallorca Loveboat 1 +2
- 2007: Private XXX 35: Lorna Goes Wild
- 2007: Die Fick-Luder-Tester Folge 1+2+4
- 2008: Inzest – Eine total versaute Familie!
- 2008: Inzest – Unsere Oma ist über 70 Jahre aber geil wie unsere Töchter
- 2009: Geiler Fick im Dienst
- 2009: Vivian Schmitt: 33 cm... Das Monster im Arsch!
- 2010: Kleine Huren – hart genommen
- 2010: Maximum Perversum – Puffgeschichten: Dominas, Huren, Sklavenfotzen
- 2012: Fickelodeon
- 2012: Maximum Perversum 108: Brand-heiss
- 2012: Mutzenbachs Töchter
- 2013: Hang Over X zum 1–3
- 2013: Vivian Schmitt – Lustrausch
- Richter Alexander Hold Staffel 11 Folge 2019 (Opfer)

## Diskografie
- 1996: Du, es war Liebe (Maxi-CD, Juventus)
- 1997: Oh Baby My Love (Maxi-CD, Juventus)